# Araci
Araci là một đô thị thuộc bang Bahia, Brasil. Đô thị này có diện tích 1524,068 km², dân số năm 2007 là 54092 người, mật độ 32,3 người/km².